# Michael Gernhardt
Michael Landon Gernhardt (Mansfield, 4 de maio de 1956) é um ex-astronauta norte-americano, veterano de quatro missões espaciais entre 1995 e 2001.
Formado em medicina e bioengenharia, trabalhou entre 1977 e 1984 como mergulhador profissional e engenheiro projetista em diversas plataformas de prospecção de petróleo submarino ao redor do mundo, possuindo um total de setecentos mergulhos em seu currículo, com grande experiência em sinos de mergulho e mergulho de saturação.
Atuando como engenheiro pesquisador, ajudou a desenvolver um sistema robótico teleguiado para a limpeza e inspeção de plataformas submarinas, além de uma variedade de equipamentos e acessórios de mergulho. Em 1988, fundou uma pequena empresa de tecnologia de ponta, formada para transferir tecnologia submarina e experiência operacional para o programa da Estação Espacial Internacional. Nos quatro anos seguintes, até sua entrada para o corpo de astronautas da NASA, Gernhardt ajudou a desenvolver novas ferramentas para uso por tripulações e robôs na futura ISS e de sistemas portáteis de apoio à vida e procedimentos de descompressão, para utilização nas Atividades extra-veiculares no espaço.

## NASA
Em agosto de 1992, entrou para a NASA e após o curso de um ano para astronautas, exerceu funções em terra como CAPCOM (comunicador de vôo com os ônibus espaciais) e participou e pesquisas, usando a tecnologia do mergulho submarino, para ajudar a desenvolver novas técnicas visando maior segurança para os passeios espaciais.
Veterano de quatro viagens ao espaço, Gernhardt voou pela primeira vez em setembro de 1995, na missão STS-69 Endeavour, que colocou em órbita um satélite e onde  realizou uma caminhada espacial de seis horas, para avaliar as condições de utilização no vácuo, de ferramentas e hardware a ser usado na futura ISS.
A segunda missão, em abril de 1997, STS-83 Columbia, dedicada a experiências com o Spacelab, durou apenas quatro dias, devido a problemas em um das células de força do motor do ônibus espacial, que obrigou a seu cancelamento. Ela seria completada em julho, na STS-94, terceiro vôo de Gernhardt ao espaço.
Sua última missão espacial foi em julho de 2001, STS-104, e foi sua primeira à Estação Espacial Internacional. Durante treze dias, a tripulação da Atlantis trabalhou junto com os integrantes da Expedição 2 na ISS e Gernhardt realizou três caminhadas espaciais – e a primeira a partir da própria estação – para realizar a instalação de portas de vedação e equilibrá-las com quatro grandes tanques de alta pressão.
Gernhardt se aposentou da agência em 2022.